# VRSS-2
O VRSS-2 (Satélite Venezuelano de Sensoriamento Remoto-2), também conhecido como Satélite Antonio José de Sucre, é o segundo satélite venezuelano de sensoriamento remoto e o terceiro satélite venezuelano depois do VRSS-1. Ele será usado para estudar o território venezuelano e apoiar o planejamento, a agricultura e a recuperação de desastres. Foi construído e lançado pelos chineses e recebeu o nome do revolucionário venezuelano Antonio José de Sucre.